# Андреев, Фёдор Дмитриевич
Фёдор Дми́триевич Андре́ев (1868 — ?) — крестьянин, депутат Государственной думы III созыва от Ярославской губернии.

## Биография

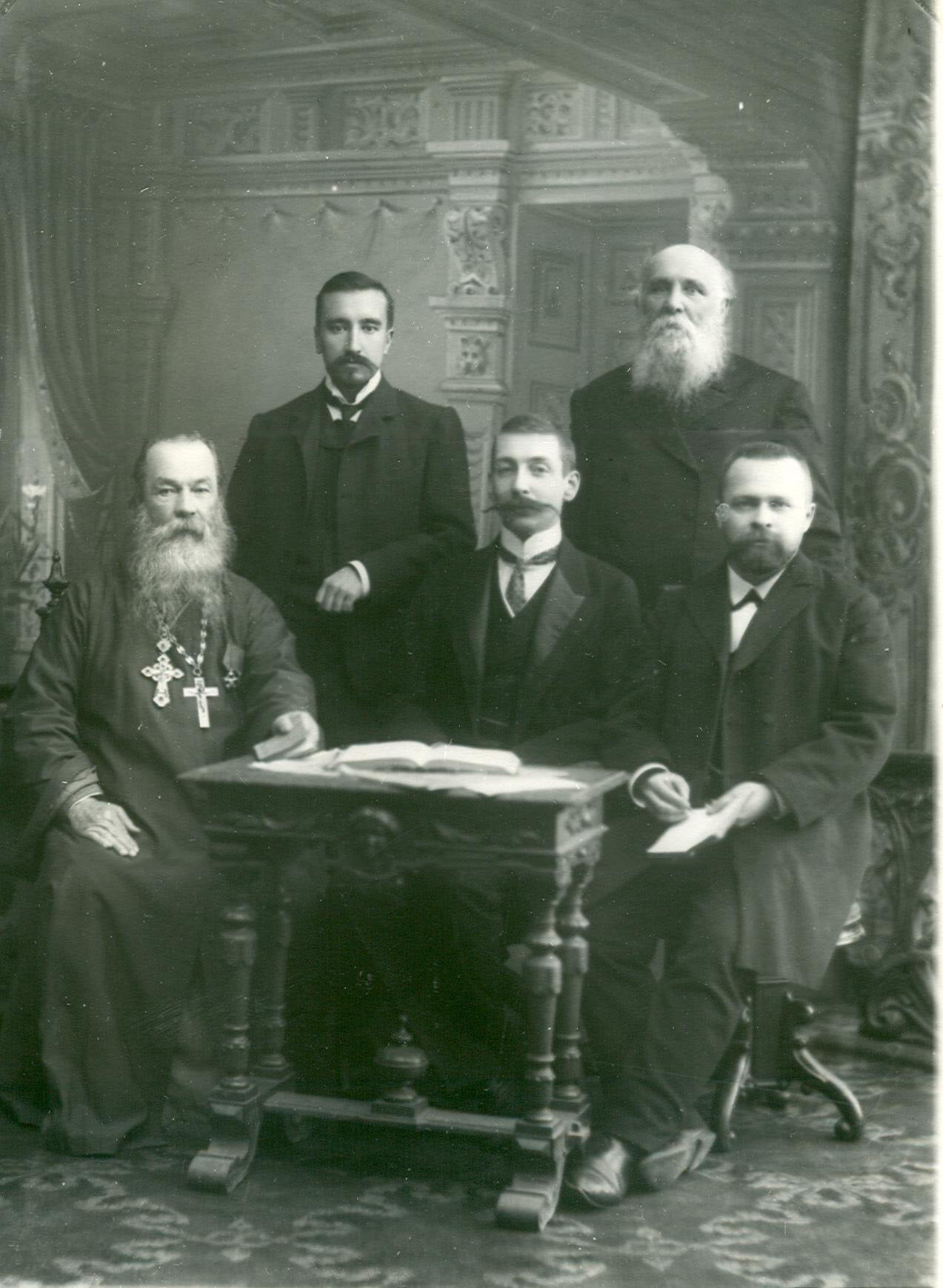
Члены Государственной Думы Российской империи III созыва от Ярославской губернии.
Стоят: С. К. Эльтеков, А. П. Кожевников; Сидят: А. С. Соколов, И. А. Куракин и Ф. Д. Андреев

Крестьянин — по одним сведениям из деревни Амелино Холмской волости Пошехонского уезда Ярославской губернии, по другим — из сельца Панфилки Николо-Рашенской волости того же Пошехонского уезда. Образование получил в начальной земской школе, позднее пополняя его самообразованием. Прошёл военную службу, на которой был писарем. Затем 4 года служил волостным писарем, 10 лет — волостным старшиной, 6 лет — уездным гласным и 3 года — губернским земским гласным. Занимался земледелием на 15 десятинах купленной и 1,5 десятинах надельной земли.
5 ноября 1907 избран в Государственную думу III созыва  от общего состава выборщиков Ярославского губернского избирательного собрания. Вошёл в состав фракции «Союза 17 октября». Был членом думских распорядительной и продовольственной комиссий.
Дальнейшая судьба и дата смерти неизвестны.

### Архивы
- Российский государственный исторический архив. Фонд 1278, Опись 9. Дело 21.